# Anomala livia
Anomala livia är en skalbaggsart som beskrevs av Ohaus 1925. Anomala livia ingår i släktet Anomala och familjen Rutelidae. Inga underarter finns listade i Catalogue of Life.